# Палац Браницьких-Бетковських (Зіньківці)
Зіньківці — старе поселення на Поділлі, розташоване біля Кам'янця-Подільського. Давніше Зіньківці належали кам'янецьким латинським єпископам (біскупам). У 1895 році Зіньківці конфісковано владою російської імперії та подаровані к-ю Катериною гетьмановій — Олександрі Браницькій з Енгельгардтів. Донька Воронцової продала Зіньківці Бетковським.
На початку століття Олександра Браницька збудувала в Зіньківцях палац, можливо — на руїнах давнього біскупського палацу. На початку 20 ст. палац був прямокутним за поземним планом, з головного фасаду палац прикрашав портик з чотирма колонами іонійського ордеру. Вікна першого поверху були за розмірами вдвічі більші за вікна другого поверху. Біля палацу був розташований ландшафтний парк, а в ньому оранжерея та пізніше вибудувана Бетковськими каплиця-усипальниця.

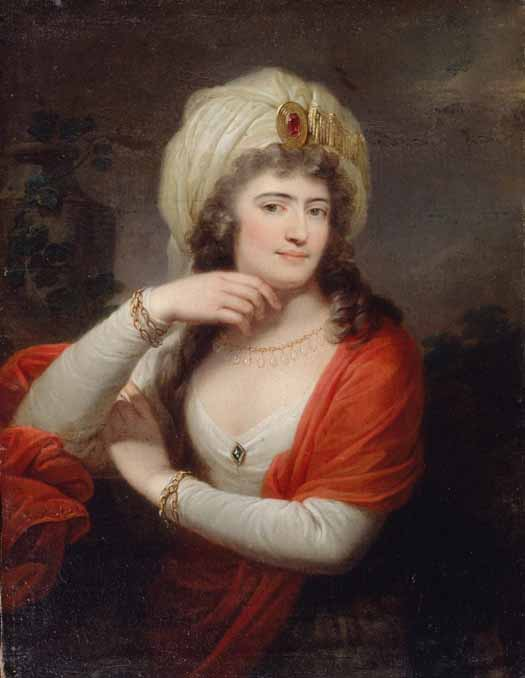
Олександра Браницька